# Synapseudes rudis
Synapseudes rudis is een naaldkreeftjessoort uit de familie van de Metapseudidae. De wetenschappelijke naam van de soort is voor het eerst geldig gepubliceerd in 1953 door Menzies.